# La sombra del ciprés es alargada
Pour plus de détails, voir Fiche technique et Distribution.
La sombra del ciprés es alargada est un film espagnol réalisé par Luis Alcoriza, sorti en 1990.

## Synopsis
En 1929, un jeune orphelin de neuf ans nommé Pedro arrive en train à Ávila, accompagné de son oncle et tuteur. Il emménage dans l'austère maison de Don Mateo, un professeur autodidacte qui va prendre en charge son éducation. 

## Fiche technique
- Titre : La sombra del ciprés es alargada
- Réalisation : Luis Alcoriza
- Scénario : Luis Alcoriza d'après le roman L'ombre du cyprès est allongée de Miguel Delibes
- Musique : Gregorio García Segura
- Photographie : Hans Burmann
- Montage : José Antonio Rojo
- Production : Rosa García (productrice déléguée)
- Société de production : Alcid Films, Conacite Dos, Rosa García Producciones Cinematográficas et Televisión Española
- Pays de production :  Espagne et  Mexique
- Genre : Drame
- Durée : 100 minutes
- Date de sortie : 
  - Espagne : 25 mai 1990 (Madrid)

## Distribution
- Emilio Gutiérrez Caba : Mateo Lesmes
- Fiorella Faltoyano : Mme. Gregoria
- Juanjo Guerenabarrena : Pedro
- María Rojo : Jane
- María Luisa San José : la mère d'Alfredo
- Iván Fernández : le fils de Pedro
- Miguel Ángel García : Alfredo
- Näelle de Pablos : Martina
- Claudia Gravy : Leonor
- Julián Pastor
- Dany Primus

## Distinctions
Le film a été nommé pour le prix Goya du meilleur scénario adapté.